# Lambach
Lambach er en lille by i Østrig hvor der bor 3.378 indbyggere (2016). Byen har et areal på 4km². Den ligger i delstaten Oberösterreich ved floderne Ager and Traun. Den er hjemsted for benediktinerklosteret Lambach Kloster.

48°05′40″N 13°52′39″Ø / 48.0944°N 13.8775°Ø
1. ↑  Einwohnerzahl 1.1.2018 nach Gemeinden mit Status, Gebietsstand 1.1.2018, Statistics Austria, hentet 9. marts 2019 (fra Wikidata).